# Medardo Villalobos
Medardo Villalobos (ur. 24 lutego 1938 r.) – panamski sędzia bokserski.

## Kariera
Villalobos karierę sędziego zaczął na początku lat 70. Pierwszy ważny pojedynek na skalę międzynarodową sędziował 29 maja 1977 r., kiedy jego rodak Rafael Ortega mierzył się z Flipperem Ueharą w pojedynku o mistrzostwo świata WBA w kategorii piórkowej. Villalobos przez całą karierę był sędzią kilkudziesięciu bokserskich pojedynków o mistrzostwo świata w wielu kategoriach wagowych. Karierę zakończył w 2009 r.